# Åge Lundström
Pour les articles homonymes, voir Lundström.
Åge Lundström, né le 8 juin 1890 à Stockholm et mort le 26 septembre 1975 à Landskrona, est un cavalier suédois de concours complet et de saut d'obstacles, et un général de l'Armée de l'air suédoise.

## Carrière
Åge Lundström participe aux Jeux olympiques d'été de 1920 à Anvers. Il remporte avec le cheval Yrsa la médaille d'or en concours complet par équipe et la médaille d'argent en concours complet par équipe. Aux Jeux olympiques d'été de 1924 à Paris, il remporte le titre par équipe en saut d'obstacles avec le cheval Anvers.
Officier en 1910 puis lieutenant en 1910, Lundström  devient pilote en 1924 et devient capitaine de l'Armée de l'air suédoise en 1924. Il sera promu au rang de général. En 1948, Lundström devient chef d'état-major de la délégation des Nations unies en Palestine. Le 17 septembre 1948, lors d'un déplacement en voitures dans Jérusalem, il est avec le colonel français André Sérot et Folke Bernadotte lors d'une attaque d'un commando du Lehi. André Sérot est tué dans l'attentat car, selon ses auteurs, il est confondu avec Lundström .

## Distinctions
- Chevalier de l'ordre royal de l'Étoile polaire.
- Commandeur de l'Ordre Polonia Restituta